# Fred Kacher

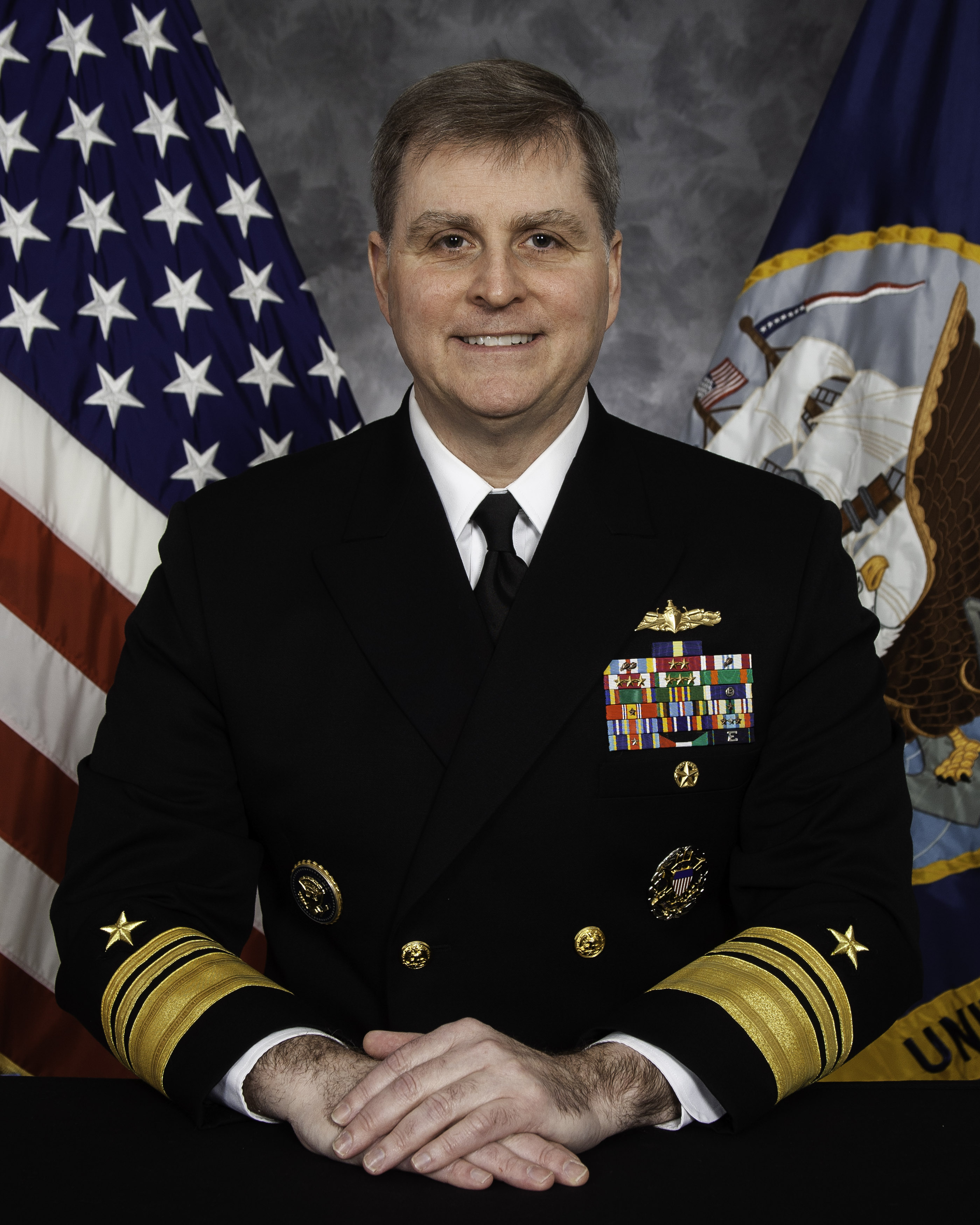
Fred Kacher

Frederick William Kacher (* um 1968) ist ein Vizeadmiral der United States Navy. Er war unter anderem kommissarischer Leiter (Superintendent) der United States Naval Academy (USNA). Zurzeit (August 2025) kommandiert er die 7. Flotte (Seventh Fleet).

## Leben
Fred Kacher absolvierte im Jahr 1990 die United States Naval Academy in Annapolis in Maryland. In der amerikanischen Marine durchlief er anschließend alle Offiziersränge bis zum Vizeadmiral.
Im Lauf seiner militärischen Karriere absolvierte er verschiedene Kurse und Schulungen. Dazu gehörte unter anderem ein Fortbildungskurs an der Harvard Kennedy School. Er nahm sowohl Aufgaben als Offizier zur See als auch als Stabsoffizier auf dem Festland wahr. Zur See war er die meiste Zeit auf Kreuzern und Zerstörern tätig. Dabei tat er sowohl im atlantischen als auch im pazifischen Raum Dienst. Er war der erste Kommandeur des im Jahr 2009 in Dienst gestellten Kriegsschiffs USS Stockdale. Später war er Erster Offizier des Zerstörers USS Barry.
Im weiteren Verlauf übernahm Frederick Kacher das Kommando über verschiedene Marineeinheiten wie die 7. Zerstörerstaffel (Destroyer Squadron 7) und die Task Force 76. Diese kommandierte er in den Jahren 2019 bis 2021. Diese Task Force ist in Singapur stationiert und untersteht der 7. Flotte. Neben diesen Kommandos war Kacher auch in vielen Hauptquartieren als Stabsoffizier tätig. Dazu gehörte der Stab des NATO-Oberbefehlshabers bzw. des United States European Commands, die in Personalunion einen gemeinsamen Kommandeur haben. In den Jahren 2021 und 2022 war er in der Stabsabteilung für Operationen beim Chief of Naval Operations tätig. Danach gehörte er dem Stab der Joint Chiefs of Staff an, wo er bis 2023 als Vice Director in der Stabsabteilung für Operationen arbeitete.
Am 27. August 2023 übernahm Frederick Kacher als Nachfolger des zurückgetretenen Sean Buck als kommissarischer Superintendent die Leitung der Marineakademie in Annapolis. Dieses Amt bekleidete er bis zum 11. Januar 2024 als Yvette M. Davids seine Nachfolge antrat. Seit dem 15. Februar 2024 kommandiert er als Nachfolger von Vizeadmiral Karl O. Thomas die in Yokosuka in Japan stationierte 7. Amerikanische Flotte. Diese Aufgabe erfüllt er bis heute (August 2025).

## Orden und Auszeichnungen
Frederick Kacher erhielt im Lauf seiner militärischen Laufbahn zahlreiche Orden und Auszeichnungen.